# Thommy Fagerlund
Thommy Henrik Gustav Fagerlund, född 28 september 1974 i Helsingfors, är en finlandssvensk artist och producent. 
Under sin ungdom var Fagerlund medlem i bland annat bandet Daizy & Gänget, som turnerade med sina klubbshower samt gjorde en cd år 1995, Vi brinner. "Se på mig" hette trackslåten som flera månader låg etta på Radiotoppen i Finland.
Fagerlund jobbade även på finlandsbåtar under 1996–2003. Då var han aktiv med att skriva egna låtar och gjorde några inspelningar tillsammans med Lisen Julin Qvarnström. Han deltog bland annat i finska musiktävlingarna "Suomen Tähti" och "Guld Micken".
Från 2003 till 2006 jobbade Fagerlund utomlands som showartist, bland annat på Mallorca och Rhodos för företaget Sunwing.
I maj 2007 lanserade Fagerlund med Åsa Andersson och Sara Skog MuchMore eurovisionsshowen "Good Evening Europe!", som turnerade i Schlager-Helsingfors i maj. Sverige fick även besök av gruppen under sommaren 2007.
Fagerlund har 2008 återvänt till båtlivet igen och jobbar på Viking Line som kryssningsvärd, där han även uppträder med finsk dansbandsmusik.
Thommy Fagerlund producerar shower för Viking Line och M/S Viking XPRS, Good Evening Europe, Eurovision hits, Eurovision Do-Re-Mi med artister som Katja Jakku och Jaana Hiltunen.
2011 började Fagerlund samarbeta med 1980-tals-popprinsessan Anja Niskanen. Han har komponerat och producerat flera av hennes låter, bland annat på albumet Personligt 2012.
2024 fick han en ny svenskspråkig hit med låten "Den styrka du ger" med text av Johan Finne. 